# Rudolf Thomsen
Rudolf Thomsen (* 27. April 1910 in Friedrichstadt; † 30. März 1992) war ein deutscher Jurist, Polizist und SS-Führer. In der Bundesrepublik Deutschland war er beim Bundeskriminalamt (BKA) tätig.

## Leben
Nach dem Schulbesuch absolvierte Thomsen ein Studium der Rechtswissenschaft, das er mit der ersten juristischen Staatsprüfung abschloss. Nach der Machtübergabe an die Nationalsozialisten trat er am 1. Juli 1933 der SA bei und wechselte von dort Anfang Oktober 1935 zum NSKK. Zum 1. Mai 1937 trat er der NSDAP (Mitgliedsnummer 3.937.843) bei.
Von Oktober 1938 bis Ende Juni 1939 absolvierte er einen Kriminalkommissar-Lehrgang an der Führerschule der Sipo und des SD in Berlin-Charlottenburg, den auch der spätere BKA-Präsident Paul Dickopf besuchte. Nach Lehrgangsende wurde er in die SS (SS-Nr. 327.258) übernommen. Er gehörte später auch dem SD an. Er stieg bei der Schutzstaffel bis zum SS-Hauptsturmführer auf.
Während des Zweiten Weltkrieges war er bei der Kriminalpolizei in Kiel und ab 1942 in Metz eingesetzt. Im September 1943 wurde er zur Gestapo nach Krakau kommandiert. Laut seinem Vorgesetzten Rudolf Batz, dem Kommandeur der Sicherheitspolizei (KdS) im Distrikt Krakau des Generalgouvernements, war „er seit November 1943 als Verbindungsmann zum Führungsstab an der Bandenerkundung und -bekämpfung beteiligt. Sowohl hier als auch bei der Aktion Sturmwind, bei der Th. aktiv eingesetzt war, hat er hervorragend Anteil an der Zerschlagung und Vernichtung der Banden und damit an der Erfüllung kriegswichtiger Aufgaben“. Unter Bandenbekämpfung fielen auch Mordaktionen gegen deutschfeindlich eingeschätzte polnische Zivilisten.
Nach Kriegsende war er von 1953 bis 1955 Hilfsreferent für kriminalpolizeiliche Angelegenheiten im Bundesinnenministerium und anschließend im Bundeskriminalamt. Mit dem Erreichen der Altersgrenze trat er 1970 bis zum Regierungskriminalrat befördert in den Ruhestand. Thomsen war Gegenstand strafrechtlicher Ermittlungen, gegen ihn wurde jedoch kein Verfahren durchgeführt.